# Иодид кобальта(II)
Иодид кобальта(II) — неорганическое соединение, соль металла кобальта и иодистоводородной кислоты с формулой CoI2,
чёрные или жёлтые кристаллы,
растворяется в воде,
образует кристаллогидраты.

## Получение
- Действие паров иода на нагретый кобальт:

{\displaystyle {\mathsf {Co+I_{2}\ {\xrightarrow {400-450^{o}C}}\ CoI_{2}}}}
- Действие иодистого водорода на нагретый оксид кобальта(II):

{\displaystyle {\mathsf {CoO+2HI\ {\xrightarrow {400-450^{o}C}}\ CoI_{2}+H_{2}O}}}
- Нагревание оксида кобальта с иодидом алюминия:

{\displaystyle {\mathsf {3CoO+2AlI_{3}\ {\xrightarrow {230-300^{o}C}}\ 3CoI_{2}+Al_{2}O_{3}}}}

## Физические свойства
Иодид кобальта(II) образует кристаллы двух модификаций:
- α-CoI2, парамагнитные чёрные кристаллы, тригональной сингонии, пространственная группа P 3m1, параметры ячейки a = 0,396 нм, c = 0,665 нм, Z = 1.
- β-CoI2, жёлтые кристаллы, образуются при перегонке в вакууме, при ≈400°С переходит в α-CoI2.

Образует кристаллогидраты состава CoI2•n H2O, где n = 2, 4, 6 и 9.
Хорошо растворяется в воде, этаноле, эфире, ацетоне, ацетальдегиде.
Концентрированные водные растворы при температуре ниже 20°С имеют красный цвет, в интервале 20-40° — оливково-зелёный, выше 40° — зелёный цвет.

## Химические свойства
- Разлагается при нагревании:

{\displaystyle {\mathsf {CoI_{2}\ {\xrightarrow {600^{o}C}}\ Co+I_{2}}}}
- Восстанавливается водородом на холоду:

{\displaystyle {\mathsf {CoI_{2}+H_{2}\ {\xrightarrow {}}\ Co+2HI}}}

## Применение
- Изготовление катализаторов.